# Monomma vansoni
Monomma vansoni es una especie de coleóptero de la familia Monommatidae.

## Distribución geográfica
Habita en Transvaal en (Sudáfrica).